# Contea di Hamilton (Texas)
La contea di Hamilton in inglese Hamilton County è una contea dello Stato del Texas, negli Stati Uniti. La popolazione al censimento del 2010 era di 8 517 abitanti. Il capoluogo di contea è Hamilton. La contea è stata creata nel 1858. Il suo nome deriva da James Hamilton Jr., ex governatore della Carolina del Sud che diede un aiuto finanziario alla Repubblica del Texas.

## Geografia fisica
| Anno | Popolazione | ±%     |
| ---- | ----------- | ------ |
| 1860 | 489         |        |
| 1870 | 733         | 49.9%  |
| 1880 | 6,365       | 768.3% |
| 1890 | 6,313       | −0.8%  |
| 1900 | 13,520      | 114.2% |
| 1910 | 15,315      | 13.3%  |
| 1920 | 14,676      | −4.2%  |
| 1930 | 13,523      | −7.9%  |
| 1940 | 13,303      | −1.6%  |
| 1950 | 10,660      | −19.9% |
| 1960 | 8,488       | −20.4% |
| 1970 | 7,198       | −15.2% |
| 1980 | 8,297       | 15.3%  |
| 1990 | 7,733       | −6.8%  |
| 2000 | 8,229       | 6.4%   |
| 2010 | 8,517       | 3.5%   |

Secondo l'Ufficio del censimento degli Stati Uniti d'America la contea ha un'area totale di 836 miglia quadrate (2170 km²), di cui 836 miglia quadrate (2170 km²) sono terra, mentre 0,5 miglia quadrate (1,3 km², corrispondenti allo 0,06% del territorio) sono costituiti dall'acqua.

### Strade principali
- U.S. Highway 84
- U.S. Highway 281
- State Highway 6
- State Highway 22
- State Highway 36
- State Highway 220

### Contee adiacenti
- Erath County (nord)
- Bosque County (nord-est)
- Coryell County (sud-est)
- Lampasas County (sud)
- Mills County (sud-ovest)
- Comanche County (nord-ovest)

## Media
I mezzi di comunicazione locali includono KDFW-TV, KXAS-TV, WFAA-TV, KTVT-TV, KERA-TV, KTXA-TV, KDFI-TV, KDAF-TV, e KFWD-TV.